# Litoria papua
Litoria papua är en groddjursart som först beskrevs av George Albert Boulenger 1897.  Litoria papua ingår i släktet Litoria och familjen lövgrodor. IUCN kategoriserar arten globalt som otillräckligt studerad. Inga underarter finns listade i Catalogue of Life.